# Amalie Ihle Alstrup
Amalie Ihle Alstrup (født 14. juni 1980) er en dubber af tegnefilm og tidligere dansk barnestjerne . 
Hun har medvirket i flere film- og tv-produktioner fra 1989 til 1995, bl.a. Viktor og Viktoria, Miraklet i Valby og Operation Cobra samt TV2-julekalenderne Skibet i Skilteskoven og Jul i Juleland. Hun høres bl.a. i tegnefilmene om Darkwing Duck, Carebears og i Løvernes Konge. Hun har desuden medvirket på flere CD'er, bl.a. "Danske Disney Hits" og "Eventyret om Spritter-Svend". Hun fik comeback som filmskuespillerinde i 2012 via den prisbelønnede film Kapringen.
Amalie Alstrup er datter af musikeren Ole Alstrup Frederiksen.

## Filmografi

### Film
- 1989 – Miraklet i Valby (som Hanna, Svens lillesøster; instruktør Åke Sandgren)
- 1991 – Drengene fra Sankt Petri (som Ottos lillesøster; instruktør Søren Kragh-Jacobsen)
- 1992 – Snøvsen (som Pernille; instruktør Jørgen Vestergaard)
- 1993 – Viktor og Viktoria (som Viktoria, instruktør Linda Wendel)
- 1995 – Operation Cobra (som Rikke, klassekammerat; instruktør Lasse Spang Olsen)
- 2012 – Kapringen (som Maria Hartmann, Mikkel Hartmanns hustru; instruktør Tobias Lindholm)

### Julekalender
- 1992 – Skibet i Skilteskoven
- 1993 – Jul i Juleland

### Stemmeskuespiller
- 1994 – Løvernes Konge
- 1997 – Herkules
- 2001 – Askepot 2: Drømmen bliver til virkelighed
- 2005 – Son of the Mask